# 鈴木光明
鈴木 光明（すずき みつあき、1936年2月8日 - 2004年11月14日）は、神奈川県横浜市出身の漫画家。

## 略歴
6人兄弟の三男として出生。中学生の頃より漫画家を志す。中学卒業後に職を転々としながら漫画を描き続け、1952年に描き下ろしの貸本漫画単行本『江戸大変録』でデビュー。手塚治虫の推薦により1955年に『おもしろブック』の連載「くろがね力士」で雑誌デビュー。
1956年、赤塚不二夫、石ノ森章太郎、永島慎二らと同人グループ・かこう会を結成して同人活動を開始。同会の会長になる。
1971年より『別冊マーガレット』少女マンガスクールの選考を担当。和田慎二、山田ミネコ、市川ジュン、くらもちふさこなどの漫画家を育てた。その後『花とゆめ』創刊時の投稿作品審査にも関わる。1976年から少女漫画教室を主宰。少女漫画教室は1991年に病気により閉校。
鈴木のアシスタント経験者には、永島慎二やアニメ演出家の大貫信夫など。漫画家の安彦良和は鈴木の影響を受けて、漫画を描き始めたという。
2004年11月14日に死去。

## 作品リスト

### 漫画
- 江戸大変録（描きおろし単行本[11]、1952年）[4]
- あけみものがたり（描きおろし単行本[11]、1952年）
- 快男児ハイロ（日昭館 単行本、1952年 - 1954年）[12]あ
- 東海道暴れ道中（1952年）
- お静ちゃん物語（1953年）
- 見えない宝（漫画少年 1954年12月号）
- まぼろし剣士（1955年）
- くろがね力士（おもしろブック 1955年2月号、3月号、8月号付録）
- 丹下左膳（おもしろブック 1955年5月号 - 8月号）
- ふえふき姫（幼年ブック 1955年6月号付録）
- 黒船ものがたり（少女ブック 1955年6月号）
- にゃん太の恩がえし（幼年ブック 1955年7月号）
- 織田信長（少年少女冒険王 1955年9月号付録 - 11月号付録）
- 日輪の女王（少年少女冒険王 1955年10月号）
- みみずく太郎一代記（おもしろブック 1955年10月号付録、11月号付録「傑作漫画全集」）
- 漫画日本史（少年少女冒険王 1955年12月号 - 1956年7月号）
- 伊達正宗（冒険王 1956年新年号付録）
- ぺんぎんちゃん（りぼん 1956年1月号）[13][14]
- まぼろしの馬（なかよし 1956年2月号付録）
- 怪力豪弓伝（漫映出版社 1956年3月）
- 宇宙人東京に現わる（ぼくら 1956年3月号付録）※同年公開された大映映画のコミック化作品。ただし映画で描かれたヒトデ型としてのパイラ人は登場しない。[12][15]
- 流星五郎（冒険王 1956年3月号 - 4月号付録）
- 子じか物語（なかよし 1956年4月号付録）
- こぜっとものがたり（原作：ビクトル・ユゴー、りぼん 1956年 5月号 別冊ふろく ）[12]
- 妖術王子（少年 1956年8月号）
- ピーターパン（なかよし 1956年8月号付録）
- スピード名探偵（漫画王 1956年8月号 - 1958年）
- 上杉謙信（冒険王 1956年夏休み増刊号付録）
- 海蛇号事件（少年 1956年夏休み増刊号）
- ひよどり探偵長（ぼくら 1956年9月増刊号）
- ぎゃらむの洞窟（幼年クラブ 1956年10月号付録）
- 透明ロケットX（少年 1956年秋の大増刊付録「探偵漫画ブック」）
- 将棋のお駒ちゃん（日昭館 貸本単行本 1956年）[16][12]
- 車坂一駒うち（冒険王 1956年）
- ダイモス13号（少年 1957年お正月増刊「探偵ブック」）
- 地底X団（少年 1957年お正月増刊号付録「探偵漫画ブック」）
- あらまあ物語（森いたる原作 なかよし 1957年1月号 - 6月号）[17]
- タツマキ小僧（幼年クラブ 1957年7月号付録）
- 死神剣士（冒険王 1957年8月号）
- 幽霊ロケット（少年 1957年夏休み大増刊「探偵ブック」）
- オルゴールの秘密（りぼん 1957年夏休み増刊「歌のアルバム」）
- いなずま剣士（漫画王 1957年9月号付録）
- まぼろし燈台（幼年クラブ 1958年新年号付録）
- 地球SOS（少年クラブ 1958年新年号付録）[12]
- 魔人X13（冒険王 1958年新年号付録）
- カンキシ坑物語（少女クラブ 1958年お正月まんが増刊号）
- 黄バラ紅バラ（りぼん 1958年お正月増刊号）[18]
- もも子探偵長（りぼん 1958年1月号 - 1959年12月号）[16]※2015年初単行本化[19][20][21]、2023年電子版発刊[22]
- 黒馬城（幼年クラブ 1958年3月号付録）
- 虹のうず（少女クラブ 1958年4月号）
- 太陽の子（たのしい四年生 1958年5月号付録）
- 川から来た少女（りぼん 1958年春の増刊号）[12]
- 白鳥鶴之介（漫画王 1958年8月号付録）
- 嵐獅士丸（漫画王 1958年9月号）
- ちていのぼうけん（たのしい四年生 1958年10月号付録）
- 地獄城に起つ（若木書房 1958年）
- 夜明けの星（小学四年生 1959年 - 1960年3月号付録）
- コメットボーイ（原作：久米みのる、中学時代一年生 1959年4月号 - 1960年3月号）
- ミミ子のなつやすみ日記　赤いボート（りぼん 1959年8月夏休み増刊号）[16]
- さゆり捕物帖一ばんてがら  猫のうた（りぼん 1960年春の大増刊号）
- スーパー・ミミ子（小学三年生 1960年4月号 - 1961年連載[16]）※2016年初単行本化[19][23]、
- 黒い炎 振袖忍者 第3集（きんらん社 1960年6月）
- 独眼竜参上（少年ブック 1960年9月号付録 - 12月号）
- 死の河（漫画王 1960年10月号）
- Zの世界（小学六年生 1961年4月号 - 5月号付録）
- 死の家（少年ブック 1962年正月増刊号）
- 13号アパート（小学五年生 1963年2月号）
- 山小屋の話（小学五年生 1963年4月号）
- 見えない宝石（デラックスマーガレット 1971年秋の号）　[24]
- 白い旋律（メロディー）（デラックスマーガレット 1972年1月号冬の号）[16]※鈴木光明最後の漫画作品[24]
- スイート・ホームズちゃん（詳細不明、1960年代か）[16]
- 空の詩織の…（初出不明、コミックヒーロー1980年冬の号に再掲）[25]

### エッセイ
- 鈴木光明：『マンガの神様! 追憶の手塚治虫先生』、白泉社、ISBN 978-4592731320（1995年11月）。

### その他
- 『少女まんが入門 - 初歩からプロになるまで』- 白泉社、1979年[12]
- 『少女まんがの描き方専科 - あなたもプロになれる』- 1981年
- 『続少女まんが入門 - プロを目指す実践教室』- 1984年[12]
- 『少女まんが家入門 特訓ドリル』- 1986年